# Fabiana
Pour la footballeuse brésilienne, voir Fabiana Baiana.
Genre
Classification APG III (2009)
Fabiana est un genre d'arbustes de la famille des Solanaceae.
Ce sont des plantes xérophytes, à feuillage persistant originaires des zones tempérées d'Amérique du Sud en altitude.
Le nom du genre est un hommage au botaniste espagnol Francisco Fabián y Fuero.

## Liste d'espèces
Selon Catalogue of Life (22 mai 2025) :
- Fabiana australis Alaria
- Fabiana bryoides Phil.
- Fabiana densa J.Rémy
- Fabiana denudata Miers
- Fabiana fiebrigii Scolnik ex S.C.Arroyo
- Fabiana foliosa (Speg.) S.C.Arroyo
- Fabiana friesii Dammer
- Fabiana imbricata Ruiz & Pav.
- Fabiana nana (Speg.) S.C.Arroyo
- Fabiana patagonica Speg.
- Fabiana peckii Niederl.
- Fabiana punensis S.C.Arroyo
- Fabiana ramulosa (Wedd.) Hunz. & Barboza
- Fabiana squamata Phil.
- Fabiana stephanii Hunz. & Barboza
- Fabiana viscosa Hook. & Arn.

Selon ITIS (22 mai 2025) :
- Fabiana imbricata Ruiz & Pav.